# یواس‌اس سی دبلیو مورس (آی‌دی-۱۹۶۶)
یواس‌اس سی دبلیو مورس (آی‌دی-۱۹۶۶) (به انگلیسی: USS C. W. Morse (ID-1966)) یک کشتی بود که طول آن 430 ft بود. این کشتی در سال ۱۹۰۳ ساخته شد.